# Chris Anker Sørensen
Pour les articles homonymes, voir Sørensen.
Chris Anker Sørensen, né le 5 septembre 1984 à Hammel (Danemark dans l'amt d’Århus) et mort le 18 septembre 2021 à Zeebruges (Belgique), est un coureur cycliste danois, professionnel entre 2005 et 2018, reconverti en journaliste sportif. 
Il court avec une licence luxembourgeoise et a longtemps été membre de l'équipe CSC, devenue par la suite Saxo Bank entre autres puis Tinkoff-Saxo. Il compte cinq victoires au niveau professionnel, principalement obtenues à l'issue d'ascension de cols de haute catégorie. Il a notamment remporté des étapes sur le Critérium du Dauphiné libéré en 2008 et sur le Tour d'Italie en 2010. Il devient en 2012 le premier Danois à remporter le Prix de la combativité du Tour de France.

## Biographie
Chris Anker Sørensen est né le 5 septembre 1984 à Hammel dans l'amt d’Århus (région du Jutland-Central). Il est le père d'une petite fille, Lark, depuis le 4 août 2011. Elle est née au petit matin de la deuxième étape du Tour du Danemark. Il soutient l'équipe de football FC Midtjylland.
Début 2010, il part vivre au Luxembourg (Altzingen), ce qui l'oblige à prendre une licence luxembourgeoise pour courir, puisque la Fédération danoise n'attribue pas de licence aux coureurs vivant à l'étranger. Ses partenaires d'entraînement sont par ailleurs Lars Bak, Michael Mortensen, Andy Schleck et Fränk Schleck. Cependant, il déménage en novembre 2010 et part habiter en Italie pour des raisons sportives et personnelles. Il loue le paysage montagneux qui lui sera bénéfique pour ses talents de grimpeur, mais aussi à cause de la météo, Sørensen préférant le soleil à la pluie. Il attache une attention particulière au café, qu'il juge comme un élément déterminant dans son déménagement.

### Carrière professionnelle

#### 2005-2006: débuts chez Designa Køkken
Chris Anker Sørensen commence sa carrière en 2005 dans la nouvelle équipe continentale danoise Designa Køkken, et prend part à des compétitions en catégorie espoirs. Il remporte la troisième étape vallonnée du Ringerike Grand Prix devant Fredrik Kessiakoff et Peter Velits avant d'achever le championnat du Danemark élites sur route à la septième place. Grâce à ses résultats, l'équipe ProTour CSC l'engage comme stagiaire à partir du mois d'août. Malgré une onzième place finale du Tour de Grande-Bretagne, il n'obtient pas de contrat dans la structure de Bjarne Riis qui désire qu'il s'aguérisse avant de l'engager.
En 2006, il confirme son talent lors de parcours en altitude avec sa seconde place acquise lors de la première étape du Triptyque des Barrages et collectionne les bons résultats en Belgique. Il obtient cette fois un contrat chez CSC et Riis déclare après sa signature : « Depuis longtemps nous avions prévu de le recruter (…) Il a bien sûr besoin de temps pour se développer, mais je ne serais pas surpris qu'en tant que néo-pro il obtienne de bons résultats. »

#### 2007-2008: le haut niveau avec CSC / CSC Saxo Bank

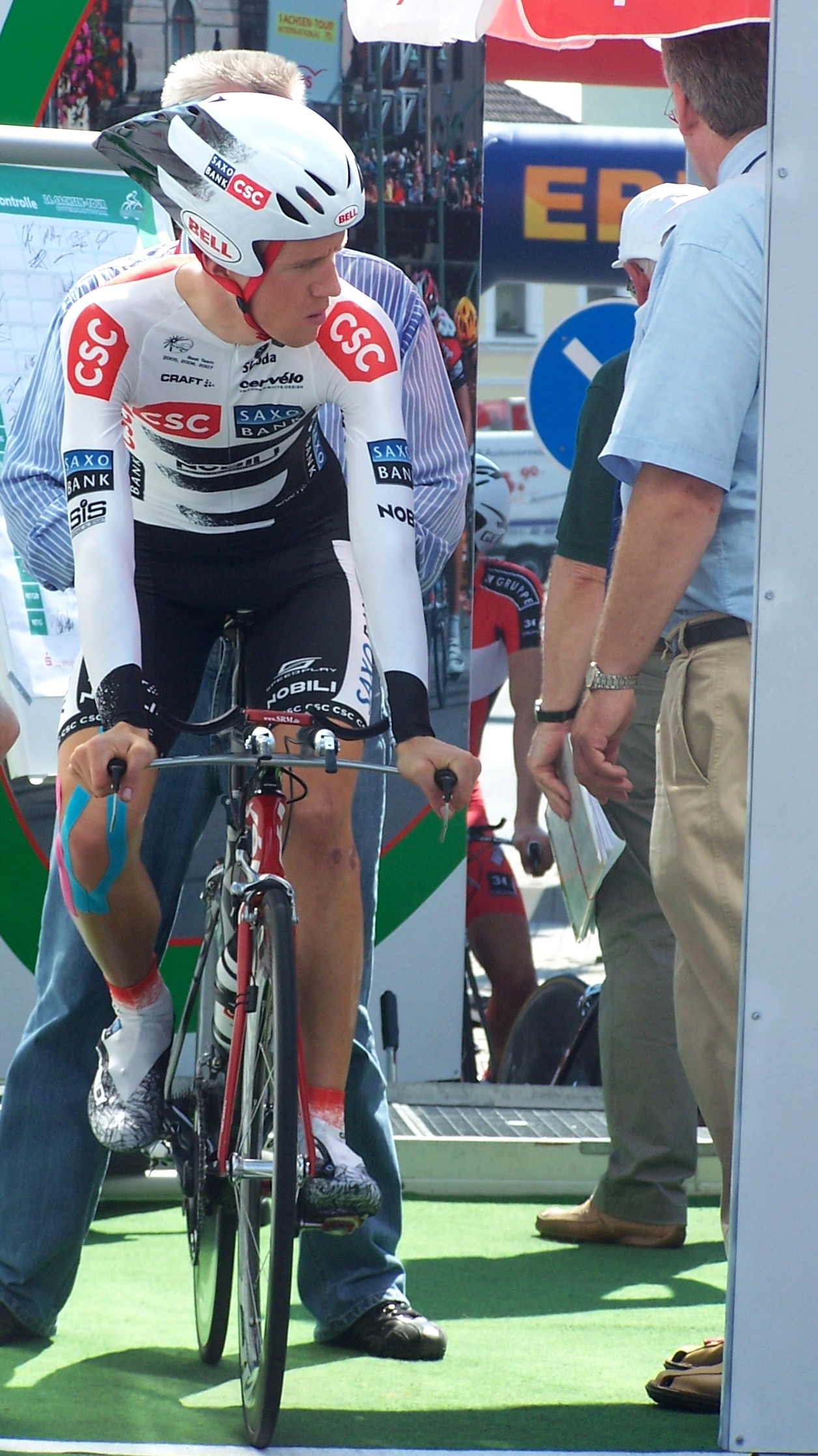
Durant le Tour de Saxe, en 2008.

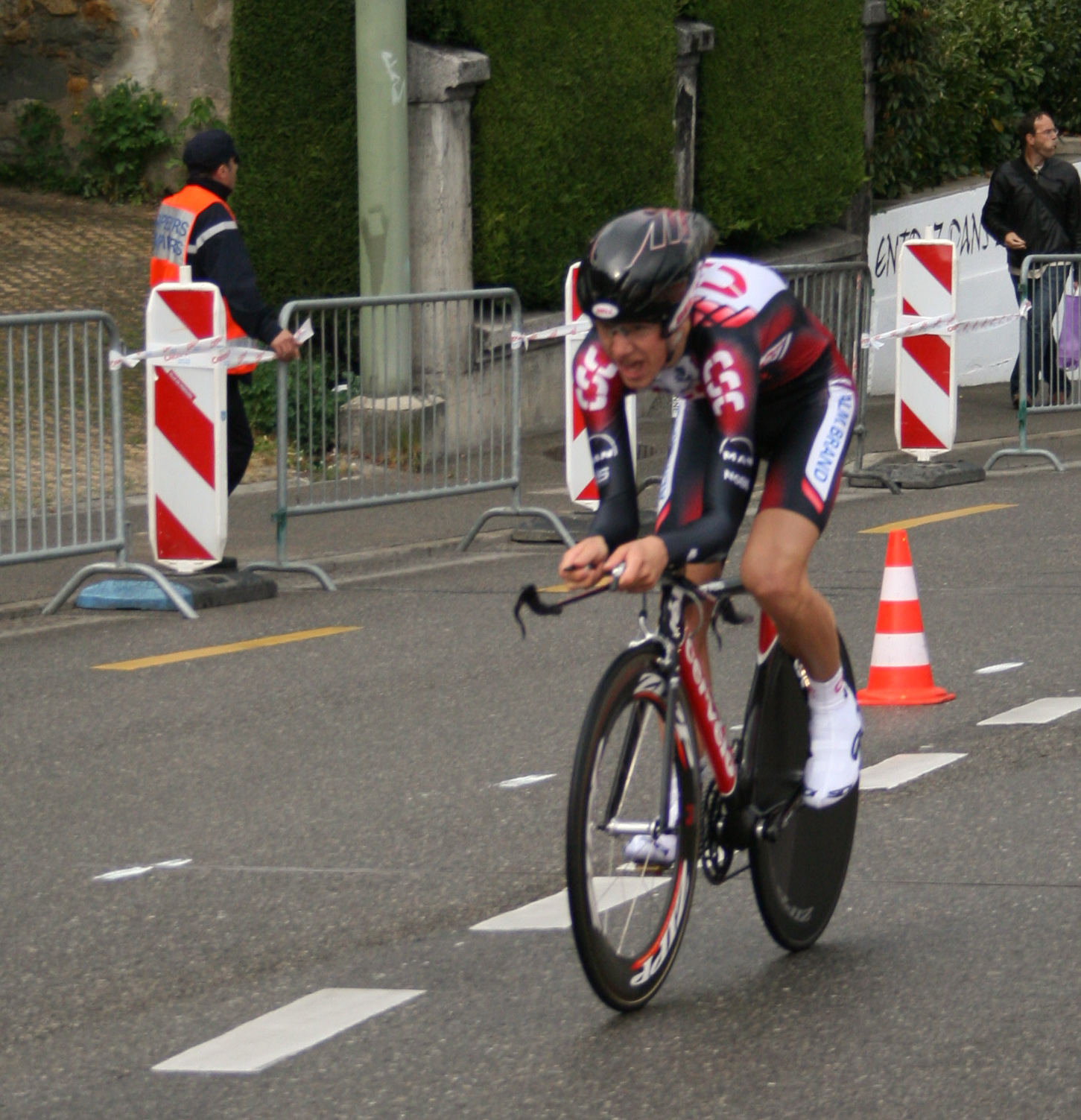
Durant le Tour de Romandie, en 2007.

Lors de sa première saison dans le ProTour, Chris Anker Sørensen s'affirme comme étant un bon grimpeur en finissant sixième du Tour d'Allemagne au service de Jens Voigt après avoir glané la deuxième étape en contre-la-montre par équipes. Il participe à son premier grand tour en terminant à la 19e place du Tour d'Espagne en étant au service de Carlos Sastre. 
Il commence la saison 2008 avec Paris-Nice, où il manque de peu la première place du classement du meilleur grimpeur. Il participe à son premier Tour d'Italie, qu'il achève à la 28e place. Durant celui-ci, il porte le maillot du meilleur jeune durant deux journées (à la suite du contre-la-montre par équipe de la première étape) avant que Morris Possoni ne le lui prenne. Après une longue échappée, il remporte la 6e étape du Critérium du Dauphiné libéré en distançant Pierrick Fédrigo et Levi Leipheimer, entre autres, à plus d'une minute avec une arrivée à La Toussuire. En juillet, il s'inscrit au Tour d'Autriche avec ambition. Il enlève la deuxième étape sur un parcours accidenté et ravit par la même occasion le maillot de leader de Paolo Bettini. Mais le lendemain, il concède 39 secondes à son dauphin de la veille, Ruslan Pidgornyy et perd le maillot jaune.
Il est sélectionné en équipe nationale pour participer à la course en ligne des Jeux olympiques d'été. Sørensen se classe à la douzième position à 22 secondes du vainqueur final Samuel Sánchez. Il achève sa saison avec une place sur le podium du Grand Prix d'Isbergues, battu au sprint par William Bonnet et Wesley Sulzberger.

#### 2009: le Tour de France avec Saxo Bank

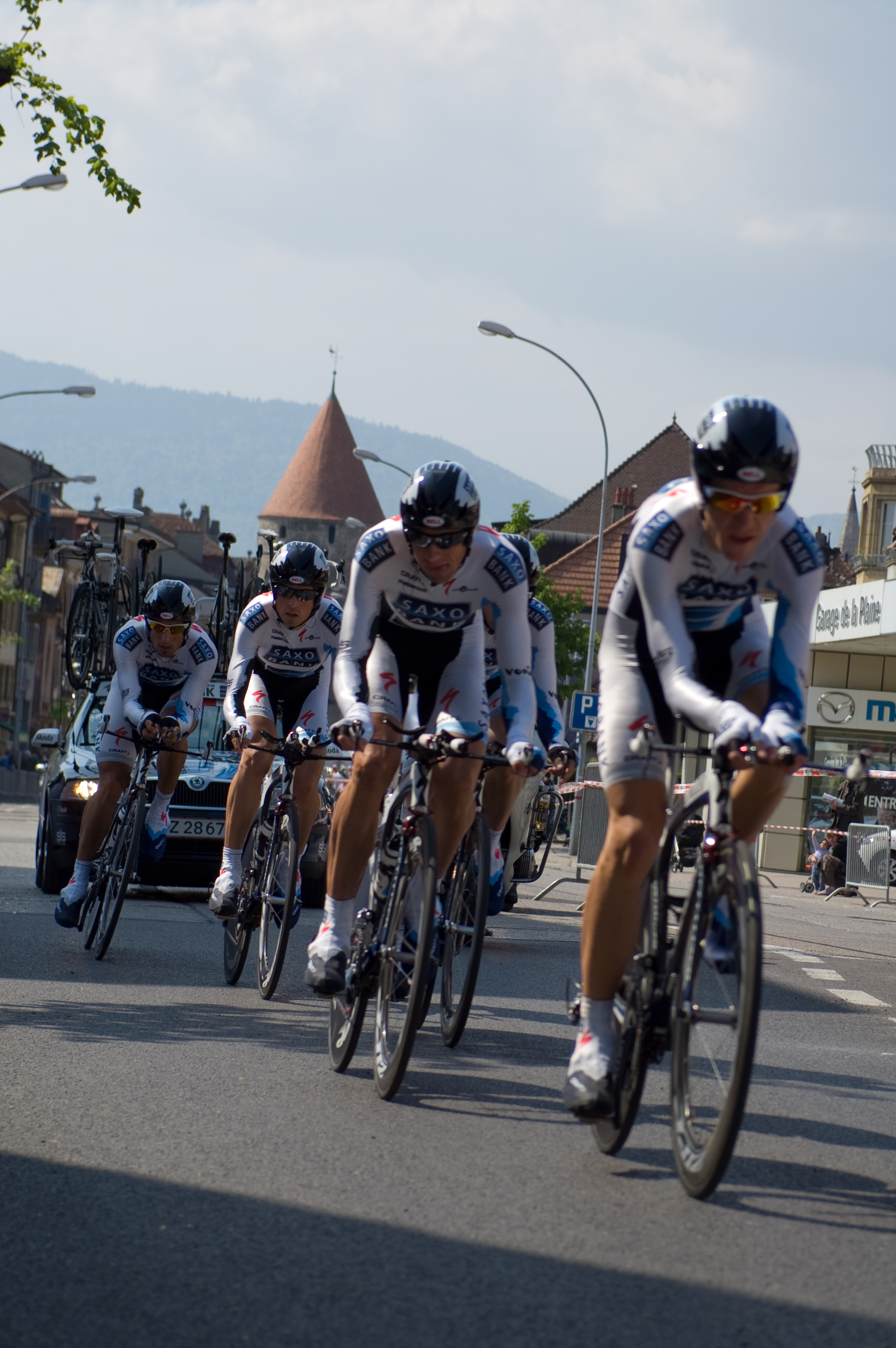
À droite, durant le Tour de Romandie, en 2009.

Après un début de saison marqué notamment par une 5e place du Tour du Haut-Var, Chris Anker Sørensen participe à la victoire collective sur Liège-Bastogne-Liège, en lançant les hostilités via une attaque dans la côte de la Vecquée avant d'être repris dans la Côte de La Redoute. En juin, il termine deuxième du championnat du Danemark sur route que son coéquipier Matti Breschel remporte. Il prend part un mois plus tard à son premier Tour de France au service de ses leaders Fränk et Andy Schleck. Après la course, il reçoit un avertissement pour avoir manqué à un contrôle antidopage, n'étant pas à l'endroit qu'il avait indiqué dans ses whereabouts.
À la fin de saison, il remporte la Japan Cup, après une échappée avec Daniel Moreno qu'il lâche ensuite. Durant cette même saison, Chris Anker Sørensen se montre excellent équipier en montagne, sur des étapes vallonnées ou planes. Ainsi, il est sélectionné par l'équipe nationale pour participer aux championnats du monde de Mendrisio au service de son coéquipier chez Saxo Bank, Matti Breschel. Il termine ses premiers mondiaux à la treizième place, à 1 minute et 59 secondes de Cadel Evans, le champion du monde. En décembre 2009, Bjarne Riis le désigne leader pour le Tour d'Italie 2010 et lui fait signer un contrat pour trois années supplémentaires,.

#### 2010: première victoire d'étape sur un grand tour

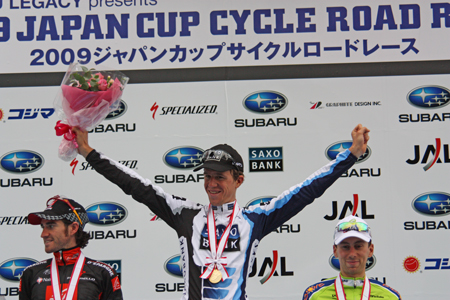
Au centre, lors de sa victoire de la Japan Cup, en 2009.

Sa saison 2010 débute avec le Challenge de Majorque où il dispute les manches de Calla Millor, de Deia et de Magalluf. Sa première course à étapes de l'année, le Tour du Haut-Var, se solde par une sixième place finale. Il peaufine sa condition en vue du Tour d'Italie en s'alignant sur Paris-Nice puis sur le Tour de Catalogne en mars. Il se blesse lors de ce-dernier et ne prend par le départ de la dernière étape. Il est forcé d'interrompre son programme de course durant un mois. 
Sørensen prend malgré tout le départ du Giro, mais perd déjà une minute à l'occasion du prologue dans les rues d'Amsterdam. Après avoir concédé plus de trente minutes durant la première semaine, il remporte sa première victoire sur un grand tour à l'occasion de la 8e étape, qui faisait office de la première arrivée au sommet. Après avoir fait partie d'une échappée de 17 coureurs, Sørensen lâche tous ses adversaires à l'exception de Simone Stortoni avec qui il reste durant cinq kilomètres supplémentaires. À trois bornes de l'arrivée, Sørensen ne compte qu'une minute d'avance sur le peloton des favoris qui se neutralisent. Il remporte l'étape sous la brume avec plus de 30 secondes d'avance sur Stortoni et 36 sur Xavier Tondo,. Cette victoire acquise, Sørensen passe du rôle de leader à celui d'équipier pour Richie Porte, qui prend la tête de ce Tour d'Italie. Porte ne parvient cependant pas à garder le maillot rose et finit septième du classement général et meilleur jeune mais loue Sørensen pour l'avoir aidé à conserver une bonne place au général.
Après ce Tour d'Italie, Chris Anker Sørensen effectue une trêve durant plus d'un mois avant de partir en tant que leader sur le Tour de Slovénie. Il l'achève à la troisième marche du podium derrière les Italiens Vincenzo Nibali et Giovanni Visconti. Il participe ensuite aux championnats du Danemark du contre-la-montre (9e) et puis de la course en ligne (5e). Il est sélectionné pour la deuxième fois de sa carrière pour prendre le départ du Tour de France. Il occupe un rôle de coéquipier dans la montagne avec Jakob Fuglsang notamment, au service d'Andy Schleck. Schleck termine ce Tour à la deuxième place du classement général et avec le maillot blanc de meilleur jeune, comme en 2009. Sørensen, lui, est 69e. Il court ensuite la Classique de Saint-Sébastien en tant qu'équipier de Richie Porte. Il finit la course en 13e position, à un peu plus de deux minutes du vainqueur final, Luis León Sánchez. À l'attaque sur le Grand Prix cycliste de Montréal, il conclut cette classique canadienne à la onzième place, prouvant ainsi ses bonnes aptitudes dans les courses à circuit. Moins d'un mois plus tard, il est convoqué pour la quatrième année consécutive par son équipe nationale pour courir les championnats du monde qui se déroulent à Geelong. Il franchit la ligne d'arrivée en vingt-troisième position tandis que son compatriote Matti Breschel décroche la médaille d'argent. Sa saison s'achève par les classiques italiennes, où il est le soutien de Jakob Fuglsang auteur d'une excellente campagne.

#### 2011: nouveau leader

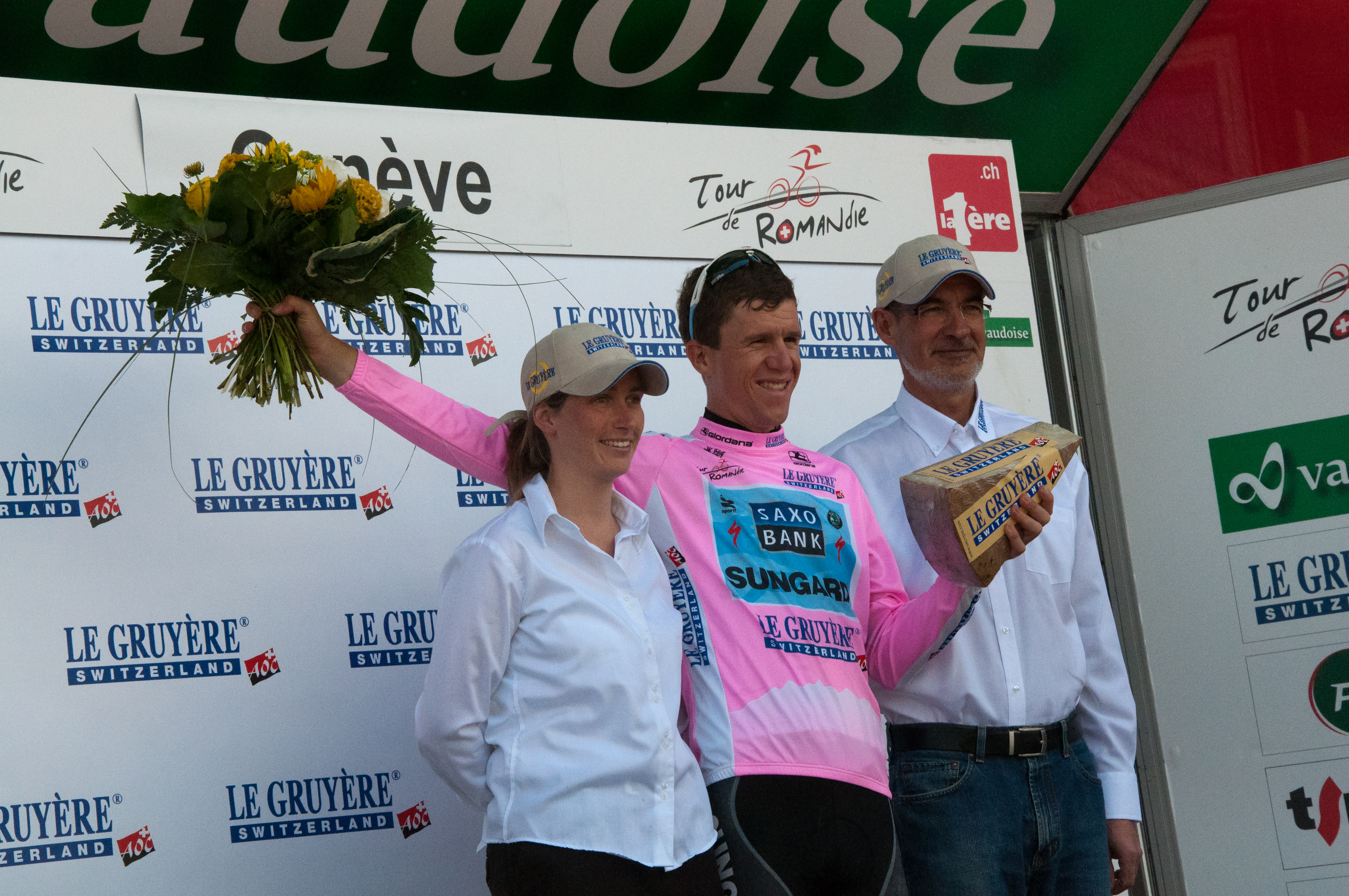
Au centre, avec le maillot de meilleur grimpeur du Tour de Romandie, en 2011.

Le 3 août, Alberto Contador, vainqueur du Tour de France 2010, est annoncé comme nouveau leader de l'équipe Saxo Bank-Sungard en 2011, en remplacement des frères Schleck qui la quittent en emmenant une partie de l'effectif avec eux dans leur nouvelle structure Leopard-Trek. Chris Anker Sørensen s'est réjoui de l'arrivée du Pistolero, et dément ainsi les rumeurs qui le voyaient suivre Andy et Fränk Schleck.
Le 22 novembre 2010, Sørensen reconnaît avoir des problèmes de poids avant d'aborder la nouvelle saison. Pour y remédier, il pratique la course à pied afin de ne pas rester inactif. Dans un entretien, il dévoile ses objectifs pour 2011 : prendre part au Tour de France et aux classiques italiennes ainsi que de remporter une nouvelle fois la Japan Cup. Son objectif principal pour cette saison est de tester ses aptitudes en montagne et aller le plus loin possible sur la Vuelta, dont il juge le parcours « idéal à ses aptitudes ».

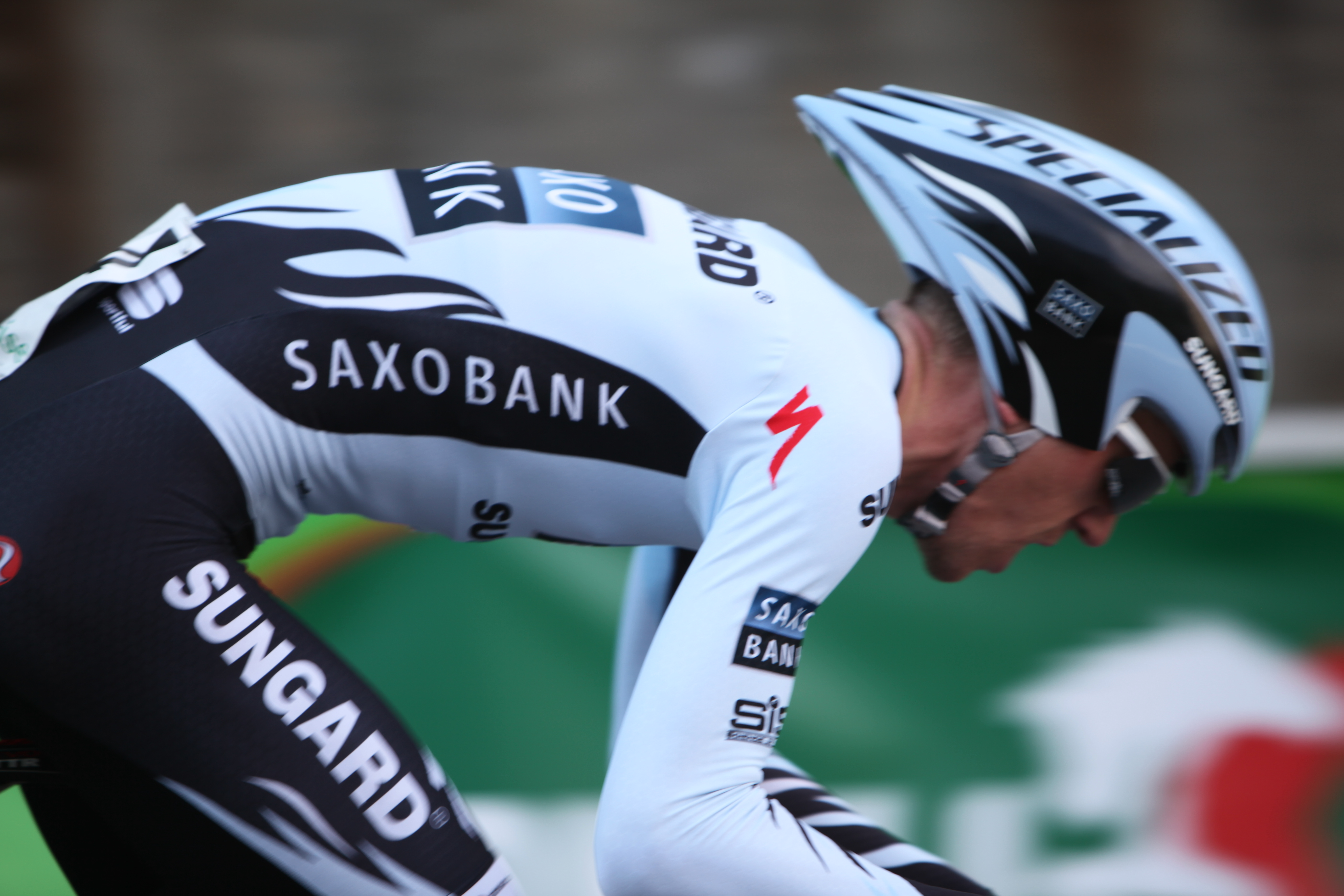
Durant un contre-la-montre, sur le Tour de Romandie 2011.

Alberto Contador, contrôlé positif au clenbuterol, se voit prononcer une suspension d'un an par l'UCI à son encontre avant d'être blanchi. L'UCI et l'Agence mondiale antidopage allant en appel, une éventuelle suspension contrecarrerait les plans de Bjarne Riis, c'est pourquoi Sørensen, Richie Porte et Daniel Navarro pourraient prendre du galon lors des grandes courses en attendant une possible participation de Contador au Tour de France.
Sa première course de la saison est le Tour du Haut-Var. Dans le final de la deuxième étape, il place une attaque qui laisse sur place le leader du général, Samuel Dumoulin. Sørensen ne peut finir que 8e de l'étape et du classement général à la suite d'une contre-attaque du vainqueur final, Thomas Voeckler. Il prend part, en avril, pour la première fois de sa carrière au Tour du Pays basque et est désigné leader de son équipe. Dans une bonne forme, il réussit à obtenir une quatrième place lors de la deuxième étape escarpée, à Lekunberri. 
Il participe aux classiques ardennaises avec la Flèche wallonne et Liège-Bastogne-Liège. Au service de Contador pour cette première, il termine 24e sur le Mur de Huy. L'Espagnol ne prenant pas part à la « doyenne », il obtient un rôle de leader aux côtés de Nick Nuyens et Nicki Sørensen. Philippe Gilbert, Andy Schleck et Fränk Schleck se disputant la victoire finale, Sørensen passe à l'offensive en compagnie de Vincenzo Nibali, Roman Kreuziger et Rigoberto Urán qui forment un groupe de poursuivants. Finalement, au sprint, Sørensen empoche la sixième place et obtient alors son meilleur résultat sur une classique monument. Il se fait à nouveau remarquer lors d'une épreuve World Tour en remportant le maillot de meilleur grimpeur du Tour de Romandie à la suite de deux échappées non victorieuses. En juin, alors qu'il se prépare pour son troisième Tour de France, il arrive à la seconde position de l'étape la plus longue du Critérium du Dauphiné au sommet de la montée vers les Gets, battu de sept secondes par Christophe Kern. Le lendemain, il termine sixième à La Toussuire, 3 ans après y avoir gagné et achève la course à la onzième place.
À la suite de ses performances, il confirme sa participation à son troisième Tour de France après avoir effectué un stage en altitude dans les Alpes avec celui qui sera son leader sur cette course, Alberto Contador. Durant ce Tour, qu'il termine à la 37e place, le fait le plus marquant le concernant est l'attaque juste avant le pied du col du Télégraphe lors de la 19e étape, anticipant celles de Contador et de son coéquipier Daniel Navarro. Ambitieuse, l'équipe part bredouille de l'étape et l'autre favori de la course, Andy Schleck, s'empare du maillot jaune. Sørensen est déçu pour son leader mais très heureux pour son ancien coéquipier, qu'il a côtoyé pendant trois ans.
Le 12 août, Bjarne Riis rend officiel la liste des 9 participants pour le Tour d'Espagne, et Sørensen désigné leader comme prévu en début de saison est, selon Riis, capable de finir dans les dix premiers s'il s'en donne les moyens. Il s'illustre lors de la 4e étape, en terminant second à la station de Sierra Nevada derrière Daniel Moreno. Malgré sa seconde place, Sørensen reste optimiste et prévoit de tenter à nouveau sa chance. À l'attaque lors des 13e, 17e et 19e étapes, il termine douzième du classement général final, soit son meilleur résultat sur un grand tour,.
Il est récompensé de sa bonne saison par une sélection en équipe nationale pour participer aux championnats du monde qui se déroulent dans son pays, à Copenhague. Initialement prévu au départ de la Japan Cup, il est finalement absent de la liste des partants et sa dernière course de la saison est donc le Tour de Lombardie, remporté par Oliver Zaugg,. Lors d'une interview à cyclingnews.com en fin de saison, Sørensen déclare : « J'ai vécu la meilleure saison de ma carrière malgré l'absence de victoires », avant d'annoncer de manière furtive ses prochains objectifs pour la saison 2012 toujours en collaboration avec Bjarne Riis, Alberto Contador et Saxo Bank-Sungard ; une victoire et plus particulièrement celle des championnats nationaux sur route qui se dérouleront chez lui, à Hammel et en plus de gagner le Tour de France avec Contador.

#### 2012: un excellent Tour de France
Dans le cadre de la préparation de la nouvelle saison lors d'un team building en Israël, Sørensen est victime d'une chute accidentelle lors d'un critérium disputé à Jérusalem, qui se révèle être sans gravité. Il annonce par ailleurs dans un entretien qu'il fera ses débuts fin février et qu'il prévoit un pic de forme dès les classiques de printemps afin de briller à nouveau sur Liège-Bastogne-Liège. Mais malgré avoir ouvertement fait part de son envie de décrocher un jour le maillot à pois du Tour de France, il déclare que « tant que (Alberto) Contador est dans l'équipe, je laisserai mes objectifs de côté et l'aiderai à gagner le Tour de France ». Il ajoute qu'il effectuera « des sorties remarquées » afin d'obtenir un « meilleur contrat », celui-ci arrivant à terme à l'issue de la saison 2012.
Il entame sa saison par des débuts anticipés, remplaçant Volodymyr Gustov, malade, sur le Tour méditerranéen alors que ceux-ci étaient prévus sur le Tour du Haut-Var comme les deux années précédentes. Après avoir finalement fait l'impasse sur le Tour du Haut-Var, il s'inscrit au Tour de Catalogne. Il y termine 21e et meilleur grimpeur, avec notamment une neuvième place de la troisième étape menant au sommet Port Ainé, étape qui fut raccourcie pour cause de mauvais temps. Sa préparation pour son premier objectif de la saison, les Classiques ardennaises, est effectuée en Espagne avec le Grand Prix Miguel Indurain, le Tour du Pays basque et la Klasika Primavera. 

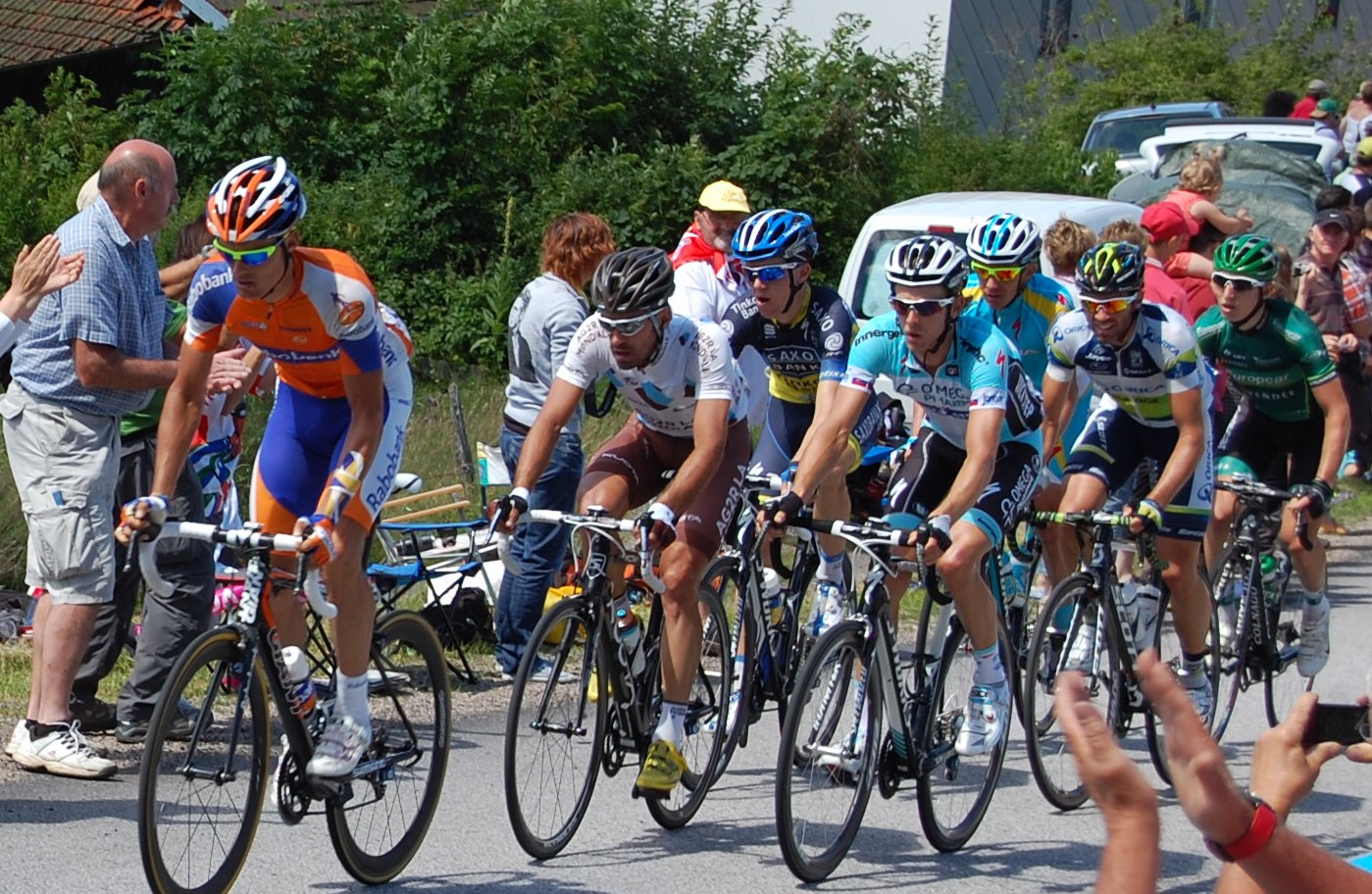
Au centre, échappé lors de la 7e étape du Tour de France, dans le col de Grosse Pierre.

Malheureusement, Sørensen passe à côté de cet objectif, avec pour meilleur résultat une trente-et-unième place sur Liège-Bastogne-Liège. Il expliqua cette mauvaise performance pour cause de « climat glacial » et ajoute qu'il (se) « prépare pour le Tour de France » malgré le peu de résultats encourageants.
Pour peaufiner sa condition, il prône une participation au Tour de Suisse après avoir suivi un stage en altitude sur les pentes de l'Etna et vise un bon classement général. Après avoir accompli deux septième place lors des différentes étapes, il échoue au pied du top 10 et achève sa dernière course avant les championnats nationaux à la onzième place. Sørensen et Saxo Bank passent à nouveau à côté d'un objectif après que ce premier ait terminé le championnat de Danemark sur route à la cinquième place alors qu'il avait comme but de le gagner.
Cependant, c'est sans surprise que Sørensen est sélectionné pour le Tour de France pour la quatrième année consécutive. Il occupe, contrairement aux éditions précédentes, un rôle « d'électron libre » en l'absence pour suspension du leader Alberto Contador et a comme objectif de gagner une étape,. Présent au sein de toutes les échappées d'étapes de montagne, il termine septième à La Toussuire lors de la 11e étape et deuxième à Bagnères-de-Luchon lors de la 16e étape. Le lendemain, après qu'un journal jeté par Simone Stortoni s'est coincé dans sa roue avant, il tente de le retirer avec sa main gauche mais se coupe profondément l'auriculaire et l'annulaire. Malgré sa blessure lui causant une grande douleur, il achève l'étape de montagne à la vingt-quatrième position, avant d'être emmené à l'hôpital de Toulouse pour être opéré. Non assuré à ce moment-là de poursuivre la Grande Boucle, il achève finalement le Tour à la quatorzième place, et est récompensé de ses efforts par le Prix du super-combatif, décerné pour la première fois à un coureur danois,.
Convoité par plusieurs équipes, il décide après le Tour de France de prolonger de 3 ans sa collaboration avec Bjarne Riis. Malgré son désir de faire partie des neuf coureurs pour le Tour d'Espagne où son coéquipier Alberto Contador est le favori, il n'est finalement pas retenu alors qu'il avait pu éviter une opération à sa main et était donc disponible à une éventuelle sélection. Après avoir pour une nouvelle fois participé aux championnats du monde, il achève sa saison par des courses d'un jour avec notamment une huitième place à Milan-Turin et une cinquième place au Tour d'Émilie.
Début décembre, Sørensen révèle sur le site officiel de l'équipe l'importance de la famille dans sa carrière ainsi que sa satisfaction quant à sa performance sur le Tour de France. Il ajoute qu'il fut subjugué des prouesses de Peter Sagan et de son coéquipier Michael Mørkøv durant la saison.

#### 2013
Comme chaque année, Sørensen dévoile ses objectifs de la saison à venir et annonce qu'il ambitionne de bien faire au Tour Down Under dès janvier, course à laquelle il n'a jamais participé. Après quoi il prendra part aux classiques ardennaises pour espérer ensuite participer au Tour de France et le gagner avec Alberto Contador,. L'effectif ayant connu un remaniement important avec notamment l'arrivée de coureurs de renoms pour accompagner Contador tels Roman Kreuziger, Nicolas Roche et Michael Rogers, Sørensen compte malgré tout « mouiller le maillot » afin d'obtenir une place dans la sélection de son équipe pour le Tour. Sørensen court ensuite le Tour du Haut-Var, le Tour de Catalogne et le Tour du Pays basque dans le rôle d'équipier, que ce soit pour Nicolas Roche ou Alberto Contador. 
Participant une nouvelle fois aux classiques ardennaises, il n'a aucune ampleur sur les trois courses pour la deuxième année consécutive. Il enchaîne avec le Tour de Romandie où il ne connaît guère plus de succès, et prend ensuite part à un camp d'entraînement en altitude en vue du Tour de France. Dans cette optique, il est au départ du Critérium du Dauphiné en début juin pour prouver qu'il est dans de bonnes dispositions pour épauler Contador plus tard dans l'année. Cependant, il est contraint de quitter la course au soir de la deuxième étape en raison de problèmes gastriques. Le 19 juin, la sélection officielle de l'équipe Saxo-Tinkoff est dévoilée, et Sørensen n'en fait pour la première fois depuis 2008 pas partie. Il envisage de se racheter de son début de saison médiocre durant l'été. Après avoir repris au Tour de Luxembourg, il se rend au Tour d'Autriche où le parcours lui offre de nombreuses opportunités de s'exprimer. Il connaît cependant un jour-sans lors de la deuxième étape, et fait ainsi une croix sur le classement général. Il obtient son premier résultat significatif de la saison grâce à une échappée lors de la quatrième étape, où il termine deuxième derrière Mathias Frank. Auteur d'un bon chrono, il termine la course à étapes en onzième position, et se dit « confiant » en vue du Tour de Pologne.

#### 2014
Chris Anker Sørensen participe en mai au Tour d'Italie où les chefs de file de son équipe sont Rafał Majka et Nicolas Roche. Il chute durant la onzième étape. Terminant l'étape malgré une commotion cérébrale, il ne repart pas le lendemain. 

#### 2015-2018
En 2015, il devient  champion du Danemark sur route, sa dernière grande victoire. À la fin de la saison 2015, il signe un contrat avec l'équipe continentale professionnelle française Fortuneo-Vital Concept.
En 2017 et 2018, il termine sa carrière au Danemark dans l'équipe continentale Riwal.

### Après-carrière et décès
Chris Anker Sørensen devient directeur sportif de la formation danoise Riwal Readynez et commentateur des courses cyclistes sur TV 2 Danmark.
Présent à Zeebruges en Belgique le 18 septembre 2021 dans l'optique de couvrir les Championnats du monde 2021, il meurt à la suite d'un accident de la route. Il aurait été percuté par un automobiliste alors qu'il effectuait une sortie à vélo.

## Style
Grand (1,86 mètre) et maigre comme son ancien équipier Andy Schleck, Chris Anker Sørensen possède de bonnes aptitudes de grimpeur. Mais pour le champion luxembourgeois, il n'est doué que dans ce secteur.
« Chris est un très bon grimpeur. C'est sa principale qualité. Pour le reste, il n'est pas très bon. Mais il n'en a pas besoin parce qu'il est assez fort en montagne. Quand il est en grande forme, il peut aller vers le top »
— Andy Schleck
Pur grimpeur et peu à l'aise dans les descentes ou les contre-la-montre, il tente de mettre à profit ses qualités en disputant régulièrement le classement de la montagne sur les courses auxquelles il participe. Ainsi, il fait partie en 2012 de la lutte pour le maillot à pois sur le Tour de France face à Thomas Voeckler et Fredrik Kessiakoff, entre autres. À l'issue de cette course, il est loué pour son courage, son abnégation et son caractère de battant, qui lui font sa réputation,,,.
N'ayant pas le profil pour jouer la victoire finale d'un classement général, il prône les victoires d'étapes au sommet de cols. Sa victoire à La Toussuire en 2008 sur le Dauphiné libéré lui valent des comparaisons à Michael Rasmussen, qu'il refuse d'assumer.

## Palmarès

### Palmarès amateur
- 2001

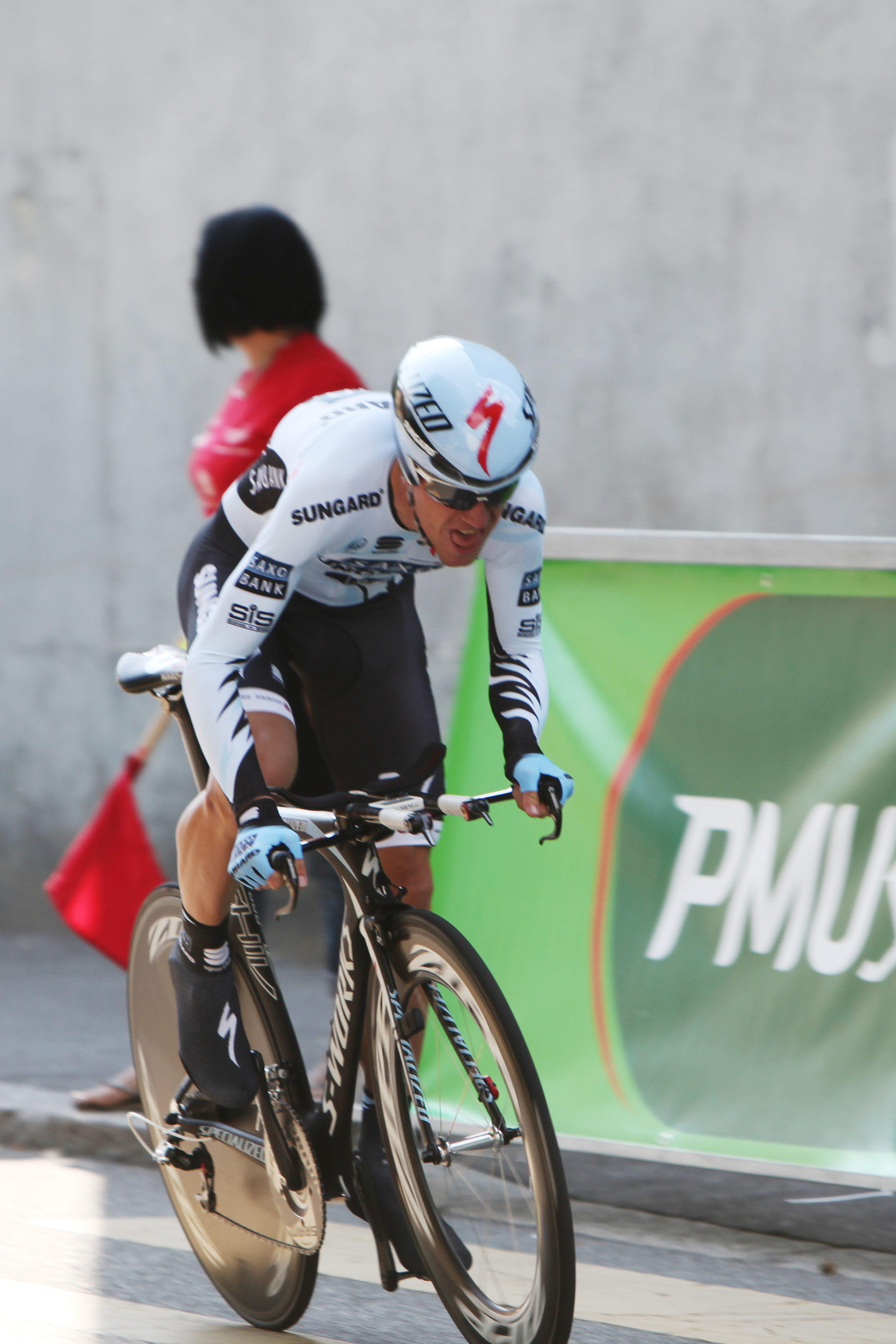
Chris Anker Sørensen au prologue du Tour de Romandie 2011.

  - 3e du championnat du Danemark sur route juniors
- 2005
  - 3e étape du Ringerike Grand Prix
- 2006
  - 4e du championnat d'Europe sur route espoirs

### Palmarès professionnel
- 2007
  - 2e étape du Tour d'Allemagne (contre-la-montre par équipes)
  - 6e du Tour d'Allemagne
- 2008
  - 6e étape du Critérium du Dauphiné libéré
  - 2e étape du Tour d'Autriche
  - 3e du Grand Prix d'Isbergues
- 2009
  - Japan Cup
  - 2e du championnat du Danemark sur route
- 2010
  - 8e étape du Tour d'Italie
  - 3e du Tour de Slovénie
- 2011
  - 6e de Liège-Bastogne-Liège
- 2012
  -  Prix de la combativité du Tour de France
- 2013
  - 2e du Tour d'Émilie
  - 10e du Tour de Pologne
- 2015
  -  Champion du Danemark sur route

## Résultats sur les grands tours
Chris Anker Sørensen a participé aux trois grands tours au cours de sa carrière.

### Tour de France
5 participations
- 2009 : 34e
- 2010 : 69e
- 2011 : 37e
- 2012 : 14e,  vainqueur du prix de la combativité
- 2016 : 84e

### Tour d'Espagne
4 participations
- 2007 : 19e
- 2011 : 12e
- 2013 : 18e
- 2014 : 29e

### Tour d'Italie
3 participations
- 2008 : 28e
- 2010 : 27e, vainqueur de la 8e étape
- 2014 : non-partant (12e étape)

## Classements mondiaux
De 2005 à 2008, le classement de l'UCI ProTour classe les coureurs membres d'équipes ProTour en fonction des points qu'ils ont obtenu lors des courses du calendrier UCI ProTour, soit 28 courses en 2005, 27 en 2006, 26 en 2007. En 2008, le calendrier du ProTour est réduit à 15 courses en raison du conflit entre l'UCI et les organisateurs de plusieurs courses majeures. Les trois grands tours, Paris-Roubaix, la Flèche wallonne, Liège-Bastogne-Liège, le Tour de Lombardie, Tirreno-Adriatico et Paris-Nice ne sont donc pas pris en compte dans le classement ProTour 2008. En 2009 et 2010, un « classement mondial UCI » remplace le classement ProTour. Il prend en compte les points inscrits lors des courses ProTour et des courses qui n'en font plus partie, regroupées dans un « calendrier historique », soit au total 24 courses en 2009 et 26 en 2010. Ce nouveau classement prend en compte les coureurs des équipes continentales professionnelles. En 2011, l'UCI ProTour devient l'UCI World Tour et reprend dans son calendrier les courses qui l'avaient quitté en 2008. Il comprend 27 courses en 2011 et son classement ne concerne plus que les coureurs membres des 18 équipes ProTeam.
| Année                  | 2007 | 2008 | 2009 | 2010 | 2011 | 2012 | 2013 | 2014 | 2015 |
| ---------------------- | ---- | ---- | ---- | ---- | ---- | ---- | ---- | ---- | ---- |
| Classement ProTour     | 82e  | 112e |      |      |      |      |      |      |      |
| Calendrier mondial UCI |      |      | nc   | 137e |      |      |      |      |      |
| UCI World Tour         |      |      |      |      | 59e  | 110e | 128e | nc   | nc   |